# La Cenicienta
La Cenicienta è un'opera in tre atti composta dal cileno Jorge Peña Hen (1928 - 1973), su un libretto di Oscar Jara Azocar (1910 - 1988).
È una delle poche opere composte con l'idea che a cantare, suonare e recitare siano esclusivamente bambini. Fu scritta nel 1966 e la prima rappresentazione fu effettuata dall'orchestra sinfonica di bambini di una scuola di La Serena, una città nella regione cilena di Coquimbo. L'anno successivo l'opera fece una tournée di successo in molte città del Cile.
Nel 1986, ne venne rappresentata una nuova versione in Colombia e nel 1998, 25 anni dopo l'uccisione di  Jorge Peña Hen da parte dei militari cileni l'opera venne nuovamente inscenata a La Serena.
La trama dell'opera è grossomodo basata sulla favola di Cenerentola di Charles Perrault.